# Itamar Ewen-Zohar

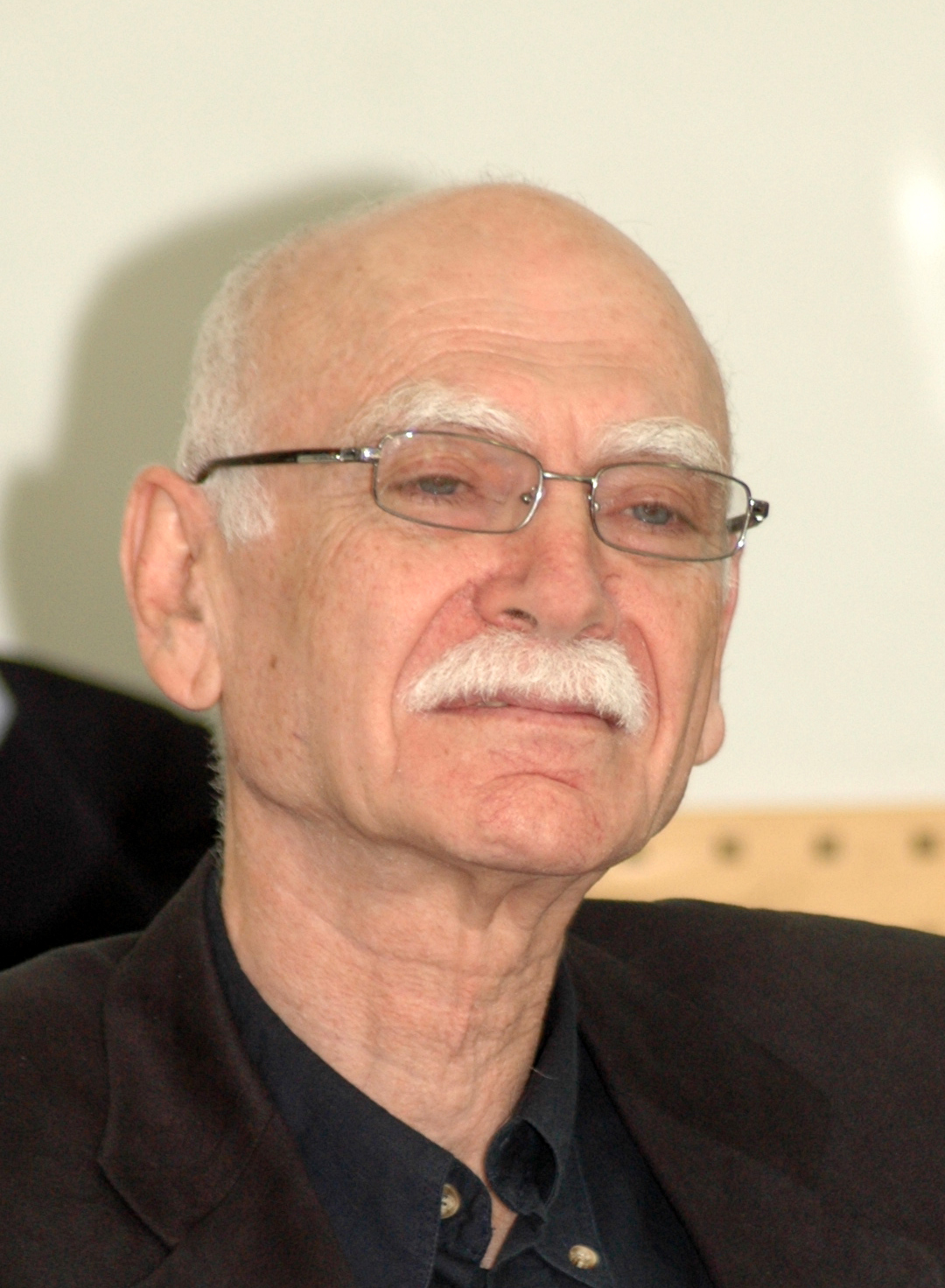
Itamar Ewen-Zohar w 2008 roku.

Itamar Ewen-Zohar (hebr. איתמר אבן-זהר, ur. 23 marca 1939 w Tel Awiwie) – izraelski profesor kulturoznawstwa, semiotyki oraz teorii literatury na Uniwersytecie Telawiwskim. Stworzył oraz rozwinął teorię polisystemu. Wpływowy badacz teorii przekładu, współtwórca dziedziny Translation Studies.

## Życiorys
Itamar Ewen-Zohar urodził się w Tel Awiwie. Po odbyciu przeszkolenia wojskowego w armii izraelskiej w latach 1959-1961 rozpoczął studia na Uniwersytecie Telawiwskim na dwóch kierunkach, filozofii oraz filologii hebrajskiej. W roku 1966 zdobył tytuł licencjata z wyróżnieniem (Summa cum laude) z dziedziny nauk humanistycznych. W latach 1964–1966 odbył studia z zakresu literatur porównawczych (z uzupełniającymi kursami języka angielskiego i rosyjskiego) na Uniwersytecie Hebrajskim w Jerozolimie. Studia ukończył z wyróżnieniem (Summa cum laude), zdobywając tytuł magistra w 1967. Obronił pracę zatytułowaną Time in Drama: Strindberg’s „The Father” vs. „A Dream Play” (promotorka: prof. Lea Goldberg). W 1972 złożył na Uniwersytecie Telawiwskim rozprawę doktorską zatytułowaną „An Introduction to The Theory of Literary Translation” (promotor: prof. Benjamin Hrushovski). Ponadto kształcił się w wielu krajach Europy; studiował język norweski i literaturę norweską na Uniwersytecie w Oslo, język duński i literaturę duńską na Uniwersytecie Kopenhaskim, odbył semestr studiów przygotowawczych („Annee propedeutique”) na paryskiej Sorbonie.
Ewen-Zohar otrzymał liczne stypendia naukowe oraz granty od ministerstw edukacji Danii, Norwegii oraz Szwecji, dzięki którym w latach 1966-1974 przebywał kilkakrotnie w tych krajach, kształcąc się w dziedzinie języka, kultury oraz literatury państw skandynawskich. Ewen-Zohar jest poliglotą. Jego językiem ojczystym jest hebrajski, doskonale posługuje się językami: angielskim, arabskim, francuskim, hiszpańskim, szwedzkim, norweskim, duńskim, włoskim, esperanto. W stopniu dobrym posługuje się kilkunastoma innymi językami, wśród których znajdują się: rosyjski, islandzki, portugalski, galicyjski, kataloński.

## Działalność akademicka
Działalność akademicka Ewen-Zohara jest związana z Uniwersytetem Telawiwskim, dla którego pracował nieprzerwanie od 1966 do 2007 roku (od 1 października 2007 Profesor emeritus). Początkowo zajmował się nauczaniem w stopniu asystenta w departamencie literatury hebrajskiej, po trzech latach został instruktorem departamentu poetyki i literatury komparatywnej. W latach 1973–75 oraz 1977-81 był kierownikiem departamentu poetyki i literatury kontrastywnej. W roku 1977 otrzymał najwyższy tytuł profesorski, Full Professor. Zajmował wiele stanowisk kierowniczych na swojej macierzystej uczelni. Założył i w pierwszych latach istnienia prowadził wydział studiów kulturoznawczych. Jako nauczyciel akademicki oraz wizytujący profesor pracował na innych uczelniach izraelskich (Uniwersytecie w Hajfie, Bet Berl College w Cofit), wykładając język i literaturę hebrajską. Prowadził kursy, seminaria, wykładał teorię literatury, literaturę komparatywną oraz prowadził badania naukowe na wielu uczelniach europejskich oraz amerykańskich, między innymi w Oslo, Amsterdamie, Paryżu, Tarragonie, Santiago de Compostela, Santanderze, Barcelonie, Edmonton, Leuven, Antwerpii, Santa Cruz i Filadelfii.

## Działalność redaktorska
W trakcie kariery akademickiej Ewen-Zohar był redaktorem, współredaktorem i członkiem rad naukowych czasopism specjalistycznych o zasięgu lokalnym i międzynarodowym. Publikacje obejmowały zakres językoznawstwa, literaturoznawstwa, teorii przekładu, analizy literatury i komunikacji, kulturoznawstwa. Do najważniejszych czasopism, których był redaktorem naczelnym, należą: Poetics Today (1986-1993),  Ha-Sirut (1976-1983), PTL (1974-1980). Obecnie, jako członek rady naukowej, jest zaangażowany w publikację następujących pism: Actes de la Recherche en Sciences Sociales, NTU, Studies in Language and Literature, Target, Applied Semiotics.

## Wybrane publikacje
Za najważniejsze opublikowane zbiory prac Ewen-Zohara uznaje się: Papers in Historical Poetics (Tel Awiw, 1978) oraz Polysystem Studies (Durham: Duke UP; =Poetics Today 11:1, 1990). Papers in Culture Research jest książką w formacie elektronicznym zawierającą zbiór wcześniej opublikowanych prac oraz wszystkie ich aktualizacje wraz z nowymi wpisami dotyczącymi teorii i studiów kulturoznawczych. Ewen-Zohar jest autorem licznych artykułów naukowych publikowanych w prasie fachowej.

## Translation Studies
Ewen-Zohar’a uważa się, za jednego z współtwórców Translation Studies jako niezależnej dyscypliny naukowej. Jego praca zatytułowana The Position of Translated Literature within the Literary Polysystem (Miejsce literatury tłumaczonej w polisystemie literackim) z 1978 roku była przełomem w postrzeganiu przekładu, wyraźnie artykułując pojawiające się wcześniej nieśmiało opinie na temat dezintegrującego wpływu traktowania przekładoznawstwa jako części językoznawstwa (i w związku z tym skupienie się na problemach różnie definiowanej ekwiwalencji). Przekład literacki, będący obiektem zainteresowań Ewen-Zohara, z lingwistycznej, naukowej translatologii polegającej na językowym przekazaniu danych miał wyodrębnić się jako interdyscyplinarna i otwarta metodologicznie gałąź nauki. W centrum zainteresowań badaczy znalazły się kwestie kulturowe, sposób funkcjonowania przekładu w docelowej kulturze oraz procesy warunkujące i modyfikujące tworzenie znaczenia przekładu. Taka zmiana myślenia zainicjowała proces poszukiwania relacji między adekwatnością tłumaczenia wobec oryginalnej pracy a jego akceptowalnością w środowisku o pewnych uwarunkowaniach kulturowych i obowiązujących normach. Uznanie przekładu jako elementu kultury docelowej zmarginalizowało dotychczasowy schemat myślenia, którego centralne miejsce zajmował opis językoznawczy i zagadnienia ekwiwalencji. Ewen-Zohar przy pomocy swojego ucznia i późniejszego współpracownika Gideon’a Toury’ego, zapoczątkowali tzw. „cultural turn” („zwrot kulturowy”) w przekładoznawstwie - zmianę perspektywy myślenia i otwarcie dziedziny na dalszy rozwój.

## Teoria polisystemu
Polisystemowa teoria przekładu została opracowana przez Ewen-Zohara w latach siedemdziesiątych XX wieku, pierwotnie na potrzeby prowadzonych prac w dziedzinie teorii przekładu oraz historycznej struktury literatury hebrajskiej. Podejmuje tematykę relacji między literaturą a językiem, nakreśla ramy strukturalne systemów literackich i ich ewolucję. Ponadto określa miejsce i funkcję literatury tłumaczonej w złożonym systemie określonym mianem ‘polisystemu’ literatury danego narodu. Opisanie i rozwój teorii pozostaje najbardziej wpływowym osiągnięciem naukowym Ewen-Zohara, wnioskując na podstawie wysokiego indeksu cytowań publikacji naukowych autora. Inspiracją dla teorii polisystemu były osiągnięcia późnych formalistów rosyjskich, w szczególności Jurija Tynianowa, Romana Jakobsona oraz Borysa Eikhenbauma. Największe znaczenie dla teorii polisystemu, miało zdefiniowanie przez Tynianowa pojęcia ‘systemu’ jako wielowarstwowej i dynamicznej struktury elementów, które bezustannie wpływają na siebie nawzajem i odnoszą się do siebie. Rosyjscy formaliści postrzegali nie tylko indywidualne prace w kategorii systemu, ale również gatunki literackie oraz tradycję literacką, a teorię ewolucji literackiej opisali posługując się terminem ‘mutacji systemów’.